# Autolytus noroi
Autolytus noroi är en ringmaskart som först beskrevs av Imajima och Hartman 1964.  Autolytus noroi ingår i släktet Autolytus och familjen Syllidae. Inga underarter finns listade i Catalogue of Life.